# Pitcairnia meridensis
Pitcairnia meridensis är en gräsväxtart som först beskrevs av Johann Friedrich Klotzsch och Carl Christian Mez, och fick sitt nu gällande namn av Carl Christian Mez. Pitcairnia meridensis ingår i släktet Pitcairnia och familjen Bromeliaceae. Inga underarter finns listade i Catalogue of Life.